# Xenocanthon sericans
Xenocanthon sericans är en skalbaggsart som beskrevs av Schmidt 1922. Xenocanthon sericans ingår i släktet Xenocanthon och familjen bladhorningar. Inga underarter finns listade i Catalogue of Life.